# Bob Geldof
Robert Frederick Xenon Geldof, KBE, známý jako Bob Geldof (* 5. října 1951, Dún Laoghaire) je irský zpěvák, muzikant, herec a politický aktivista. V letech 1975 až 1986 měl skupinu The Boomtown Rats, se kterou vydal 6 alb. V roce 1984 založil superskupinu Band Aid a vydali skladbu 'Do They Know It's Christmas?', aby získali finance pro hladové děti v Etiopii.
V roce 1982 si Bob Geldof zahrál hlavní postavu dospělého Pinka ve filmu The Wall, který byl natočen jako součást stejnojmenného projektu skupiny Pink Floyd podle scénáře baskytaristy skupiny Rogera Waterse.
13. července 1985 zorganizoval charitativní akci Live Aid, na které vystoupili přední zpěváci a skupiny. Následně byl v r. 1986 britskou královnou jako první rocková hvězda pasován na rytíře. V roce 2005 zorganizoval 6 koncertů s názvem Live 8 a kampaň „Make Poverty History“.

## Diskografie

### S Boomtown Rats
- The Boomtown Rats (1977)
- A Tonic For The Troops (1978)
- The Fine Art Of Surfacing (1979)
- Mondo Bongo (1981)
- V Deep (1982)
- In The Long Grass (1984)

### Sólová alba
- Deep in the Heart of Nowhere (Mercury/Universal) 1986
- Vegetarians of Love (Mercury/Universal) 1990
- The Happy Club (Mercury/Universal) 1992
- Loudmouth (the Best of) (Vertigo/Universal) 1994
- Sex, Age & Death (Eagle Rock/Edel) 2001
- Great Songs of Indifference – The Anthology (Mercury/Universal) 2006
- How To Compose Popular Songs That Will Sell (2011)